# مايك كرابو
براين إيمانويل شاتز (بالإنجليزية: Brian Emanuel Schatz) هو سياسي أمريكي من الحزب الجمهوري ولد في يوم 20 مايو 1951 في أيداهو فولز. هو عضو في مجلس الشيوخ الأمريكي كممثل عن ولاية أيداهو منذ سنة 1999. وهو حاصل على شهادة البكلوريوس في العلوم السياسية من جامعة بريغام يونغ.